# Yipsi Moreno
 Yipsi Moreno González (Camagüey, 19 de novembro de 1980) é uma atleta cubana campeã olímpica e mundial do lançamento de martelo.
Entre outras conquistas, Yipsi ganhou a medalha de ouro em Pequim 2008, com a desclassificação da bielorrussa Aksana Miankova oito anos depois por doping, após de um reexame das amostras de urina daqueles Jogos, guardadas pelo COI, e a  de prata em Atenas 2004. Ela é tricampeã mundial do martelo com três medalhas de ouro conquistadas em Helsinque 2005, Paris 2003 e Edmonton 2001.
Moreno também é tricampeã pan-americana da prova, tendo conquistado o ouro consecutivamente em Santo Domingo 2003, Rio 2007 e Guadalajara 2011, quebrando o recorde da competição nesta última com 75,62 metros.